# ميخائيل بيكر (طبيب أمراض الدم)
ميخائيل بيكر هو طبيب أمراض الدم ‏ كندي، ولد في 24 يناير 1943 في تورونتو في كندا.